# Pascal Tappeiner
Pascal Tappeiner (21 de julio de 2003) es un deportista suizo que compite en ciclismo en las modalidades de pista y ruta. Ganó una medalla de bronce en el Campeonato Europeo de Ciclismo en Pista de 2025, en la prueba de persecución por equipos.

## Medallero internacional
| Campeonato Europeo | Campeonato Europeo       | Campeonato Europeo | Campeonato Europeo      |
| Año                | Lugar                    | Medalla            | Competición             |
| ------------------ | ------------------------ | ------------------ | ----------------------- |
| 2025               | Heusden-Zolder (Bélgica) | Medalla de bronce  | Persecución por equipos |